# Martin Hollý senior
Martin Hollý (* 8. Juni 1904 in Moravské Lieskové, Österreich-Ungarn; † 1. Oktober 1965 in Žilina) war ein slowakischer Schauspieler und Theaterregisseur.

## Leben
Martin Hollý wurde 1904 als Sohn des Dramatikers und lutherischen Pfarrers Jozef Hollý (1879–1912) geboren. Seine Schwester war die Künstlerin Elena Hollá-Holéczyová (1906–1983). Nach seiner Ausbildung und ersten Tätigkeiten als Angestellter wandte er sich in den 1930er Jahren der Schauspielerei zu. Am Ende des Zweiten Weltkrieges nahm er am Slowakischen Nationalaufstand teil. 
Nach Kriegsende war er am Theater als Schauspieler und Regisseur tätig. Sporadisch übernahm er auch Filmrollen. So war er 1965 im Oscar-prämierten Drama Das Geschäft in der Hauptstraße in der Rolle des Imro Kuchar zu sehen. 
Er war der Vater des Regisseurs Martin Hollý junior.

## Filmografie (Auswahl)
- 1954: Hochzeit war noch nicht (Jeste svatba nebyla)
- 1962: Bratia
- 1962: Havrania cesta
- 1964: Trio Angelos
- 1965: Das Geschäft in der Hauptstraße (Obchod na korze)
- 1966: Der Platz der Hl. Elisabeth (Námestie svätej Alzbety)